# Хэд, Мюррей
Мюррей Хэд (англ. Murray Head, род. 5 марта 1946 года, в Лондоне, Англия) — британский актёр и певец, известный, в частности, по участию в работе над оригинальной студийной версией рок-оперы Эндрю Ллойда Уэббера и Тима Райса «Иисус Христос — суперзвезда», где он исполнил партии Иуды Искариота. Также успех пришёл к нему с песней «One Night In Bangkok» — одной из наиболее известных в мюзикле «Шахматы».

## Биография
Мюррей Хэд родился в семье кинодокументалиста Сифилда Хэда и актрисы Хелен Шинглер, известной в частности по роли мадам Мегрэ в телесериале Би-би-си «Maigret», адаптации произведений Жоржа Сименона. Его младший брат Энтони Хэд — также актёр (известнейшая роль — в «Buffy the Vampire Slayer»). Мюррей получил начальное и среднее образование в Лицее Шарля де Голля (Южный Кенсингтон) и Хэмптонской школе (Хэмптон, Лондон).
Мюррей Хэд дебютировал в фильме «The Family Way» (1966), с Хэйли Миллз (и Джоном Миллзом, её отцом). Известность на музыкальной сцене пришла к Хэду после того, как Ллойд Уэббер и Райс пригласили его исполнить роль Иуды Искариота в оригинальном варианте Jesus Christ Superstar. Трек «Superstar» в исполнении Мюррея Хэда был в 1971 году выпущен синглом и стал хитом.
В 1971 году Хэд получил главную роль в номинированном на «Оскар» фильме «Воскресенье, проклятое воскресенье», с Питером Финчем и Глендой Джексон.
Своего следующего (сравнительно скромного) успеха на музыкальной сцене он добился с синглом «Say It Ain’t So Joe» (1975). В 1970-х годах он снялся также в радиодраме «The Fourth Tower of Inverness» и одном из эпизодов «Return of the Saint» (ITV).
В 1984 году Хэд вновь оказался в центре внимания после выхода альбома «Шахматы» с музыкой из одноимённого мюзикла. Сингл «One Night in Bangkok» в его исполнении стал международным хитом. Позже Хэд выпустил несколько пластинок на французском языке и стал (в частности, с хитом «Une femme un homme», исполненным в дуэте с Мари Кармен) популярным во Франции и Канаде. В числе его последующих работ — сценарий к «Les Enfants du siècle» и роль отца в музыкальной комедии Люка Пламондона «Cindy» (по мотивам сказки о «Золушке»).

## Личная жизнь
В 1972—1992 годах Мюррей Хэд был в браке с Сюзан Эллис Джонс. У них две дочери: Кэтрин и Софи.

## Дискография
- 1972 — Nigel Lived
- 1975 — Say It Ain’t So
- 1979 — Between Us
- 1981 — Voices
- 1981 — Find the Crowd
- 1983 — Shade
- 1984 — Restless
- 1987 — Sooner or Later
- 1990 — Watching Ourselves Go By
- 1992 — Wave
- 1993 — Innocence
- 1995 — When You’re in Love
- 1995 — Pipe Dreams
- 2002 — Passion
- 2005 — Emotions, My Favourite Songs
- 2007 — Tête à Tête
- 2008 — Rien n’est écrit